# Rudolf Schlichter
Rudolf Schlichter (Calw, 6 décembre 1890 - Munich, 3 mai 1955) est un peintre allemand. Avec Beckmann, Dix, Grosz et Scholz, il est l'un des principaux représentants de la Nouvelle Objectivité.

## Biographie
Après un apprentissage chez un peintre d'émaux dans une usine de Pforzheim (1905), il fréquente l'École des Arts et Métiers de Stuttgart (1907-1910). Il étudie ensuite avec Hans Thoma et Wilhelm Trübner à l'Académie de Karlsruhe. Appelé au service militaire durant la Première Guerre mondiale, il entame une grève de la faim pour obtenir sa libération anticipée et, en 1919, s'installe à Berlin où il rejoint le Parti communiste d'Allemagne et le Novembergruppe. Il participe au mouvement Dada en 1920 et travaille également comme illustrateur pour plusieurs journaux satiriques (Der Gegner, Der Knüppel) ainsi que Die rote Fahne, organe du parti communiste. En 1924, il crée le Rote Gruppe avec John Heartfield et Grosz. Une œuvre majeure de cette période, Dada Roof Studio, une aquarelle montrant un bizarre mélange de personnages et de mannequins sur un toit urbain, reflète l'influence de De Chirico et de la peinture métaphysique.
En 1925, Schlichter participe à l'exposition Neue Sachlichkeit à la Kunsthalle de Mannheim. Son travail de cette période est réaliste. Un bon exemple est le Portrait de Margot (1924) maintenant au Berlin Märkisches Museum. Il représente une prostituée typique de Schlichter.
Après la prise de pouvoir par Adolf Hitler, ses activités se réduisent nettement. En 1935, il retourne à Stuttgart et quatre ans plus tard à Munich. En 1937, 17 de ses œuvres sont saisies tandis que d'autres sont montrées à l'exposition d'art dégénéré et, en 1939, les autorités nazies lui interdisent d'exposer. Son atelier est détruit par les bombardements alliés de 1942.
Après la guerre, Schlichter reprend l'exposition de ses œuvres. Les peintures de cette période sont d'inspiration surréaliste. Il meurt à Munich en 1955.

## Œuvres
- 1926 - Portrait de Bertolt Brecht (huile sur toile 75,5 × 46 cm), Musée Lenbachhaus de Munich[3]
- 1929 - Portrait de Ernst Jünger (huile sur toile), Neue Nationalgalerie Berlin